# Comet Interceptor
Comet Interceptor (дословно - Перехватчик комет ) — предстоящая автоматическая межпланетная станция Европейского космического агентства (ЕКА), запуск которой запланирован на 2029 год. Космический аппарат будет находиться в точке Солнце-Земля L2 и ждать до трех лет, пока долгопериодическая комета не пролетит по достижимой траектории и скорости. Максимальная стоимость космического аппарата установлена на уровне 150 млн евро, без учета научных приборов и пусковых услуг.

## Общий обзор
Долгопериодические кометы имеют орбиты с большим эксцентриситетом и периоды от 200 лет до миллионов лет, поэтому их обычно обнаруживают всего за несколько месяцев до того, как они пройдут через внутреннюю Солнечную систему и вернутся в отдаленные уголки внешней Солнечной системы, что является слишком малым временем для планирования и запуска миссии. Поэтому ЕКА планирует, чтобы космический аппарат Comet Interceptor ожидал своей цели на стабильной гало-орбите вокруг точки Солнце-Земля L2 до тех пор, пока не будет обнаружена подходящая комета, которую аппарат сможет пролететь. Миссия уникальна тем, что она предназначена для встречи с еще неизвестной целью, которую придется ожидать от 2 до 3 лет из общей продолжительности миссии аппарата около пяти лет.
Поиск подходящей кометы для пролета будет зависеть от наземных обсерваторий, таких как Pan-STARRS, ATLAS или будущего Legacy Survey of Space and Time (LSST) и обсерватории Веры Рубин. В случае, если долгопериодическая комета не появится или ее пролет невозможен, то можно будет изучить резервную короткопериодическую комету 73P/Швассмана-Вахмана. Существует также потенциал пролета около межзвездного объекта, проходящего через Солнечную систему, если скорость и направление позволят его достичь.
Миссия планируется и разрабатывается консорциумом, в который входят ЕКА и японское космическое агентство JAXA. Comet Interceptor будет выведен совместно с космическим телескопом ARIEL, который также направляется к точке Лагранжа 2.

## Дополнительные космические аппараты
За один-два дня до пролета кометы основной космический аппарат (космический аппарат А) развернет два небольших зонда (B1 и B2), чтобы еще больше приблизиться к цели и взять образцы комы. Каждый из трех космических аппаратов соберет образцы газа, потока пыли, плотности, а также взаимодействия плазмы и солнечного ветра для построения трехмерного профиля области вокруг кометы.
| Название космического аппарата | Производитель | Научная полезная нагрузка |
| ------------------------------ | ------------- | --- |
| A                              | ЕКА           | CoCa: Получение изображений в видимом/ближнем инфракрасном диапазоне MANIaC: Масс-анализатор нейтральных частиц и ионов на кометах (масс-спектрометр) MIRMIS: Получения инфракрасных и тепловых ИК-спектров, а также спектрометр MIR DFP: Изучение пыли и плазмы кометы |
| B1                             | ДЖАКСА        | HI: Получение изображений L-альфа линии водорода PS: Изучение плазмы WAC: широкоугольная камера |
| B2                             | ЕКА           | OPIC: Оптический тепловизор для комет EnVisS: Картографирование кометной комы DFP: Изучение пыли и плазмы кометы |

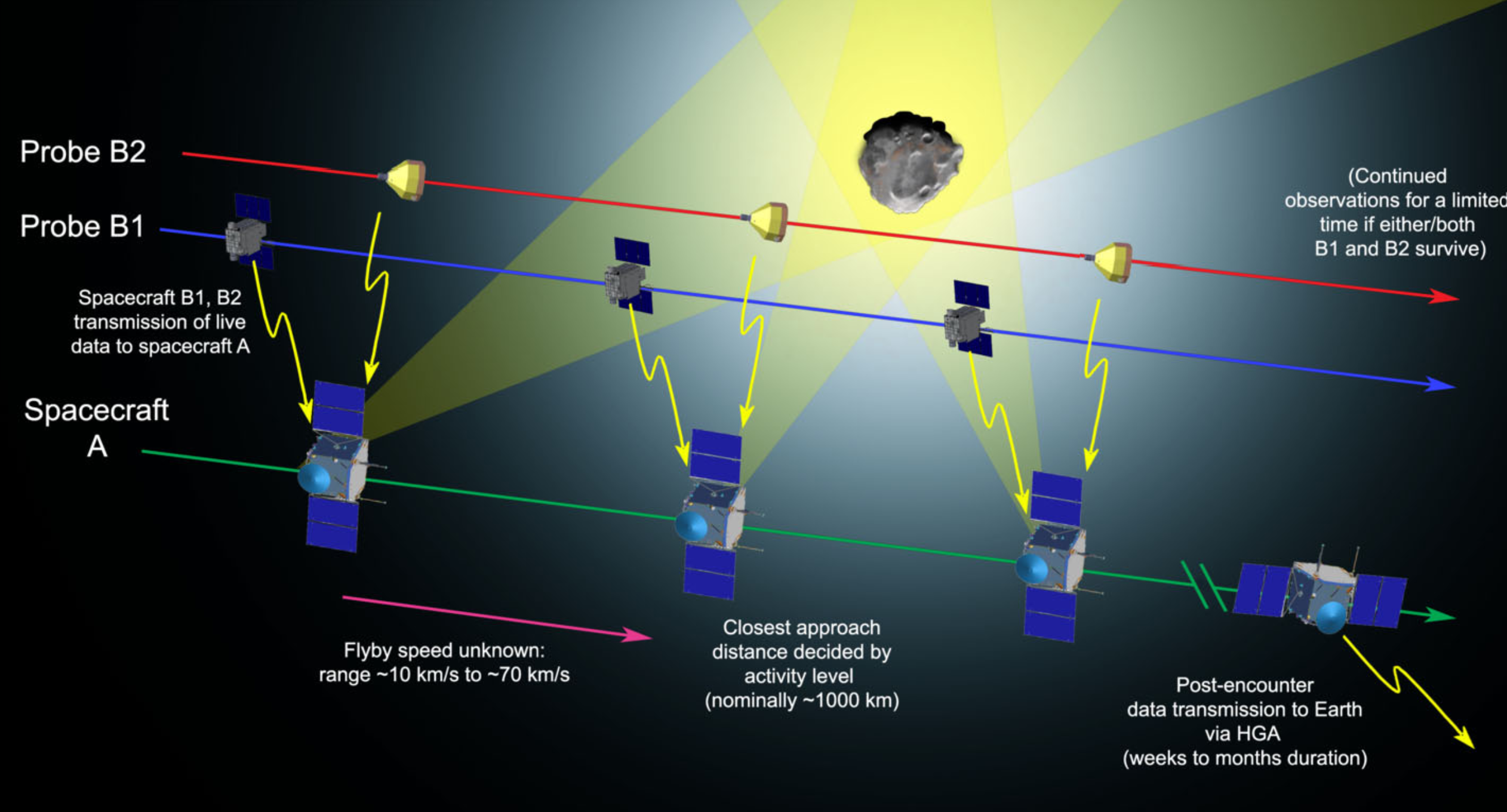
Иллюстрация действий аппаратов

## Хронология
- В 2019 году Comet Interceptor был выбран в качестве миссии ЕКА класса Fast[10]

- В июне 2022 года миссия была одобрена ЕКА на заседании Комитета по научным программам агентства[11]

- В декабре 2022 года ЕКА и OHB подписали контракт на дальнейшее проектирование и строительство космического корабля[12]

- В 2023 году Эстонское космическое агентство приняло решение поддержать разработку OPIC — системы камер, разработанной Тартуским университетом[13]

- В июле 2024 года магнитометра космического корабля проходил вибрационные испытания[14]

- В ноябре 2024 года конструкционная квалификационная модель зонда B2 прошла все механические испытания и была признана структурно прочной[15]

- В декабре 2024 года компания OHB Czechspace в Брно, Чехия, собрала испытательный образец пылезащитного экрана перед его транспортировкой на испытательные центры в Германии[16]